# Camprodon
Camprodon ist ein Ort in den spanischen Pyrenäen. Er liegt im gleichnamigen Tal am Fluss Ter in der Comarca Ripollès in Katalonien und befindet sich zirka 75 Kilometer nordöstlich von Girona sowie 10 Kilometer südlich der Grenze zu Frankreich. Wahrzeichen der Stadt ist die Pont nou (‚Neue Brücke‘).
Die Gemeinde hat 2.527 Einwohner (Stand: 2024). Eine bedeutende wirtschaftliche Rolle spielt der Tourismus. Camprodon ist Ausgangspunkt für mehrere touristisch bedeutende Ziele wie Setcases (Vallter-2000). Die Plätzchen Galetes Birba aus der Fabrik Galetes Camprodon gelten in ganz Spanien als Delikatesse.

## Gemeindegliederung
- Camprodon
- Bolòs
- Cavallera
- La Colònia Estebanell
- Creixenturri
- Freixenet
- Beget
- Bestracà
- El Riberal
- Rocabruna
- Salarça

## Söhne und Töchter
- Isaac Albéniz (1860–1909), Komponist
- Joaquim Claret i Vallès (1879–1964), Bildhauer
- Marc Solà Pastoret (* 1985), Skibergsteiger